# Stefan Kulovits
Stefan Kulovits (* 19. April 1983 in Wien) ist ein ehemaliger österreichischer Fußballspieler und nunmehriger ‑trainer. 

## Karriere als Spieler

### Verein

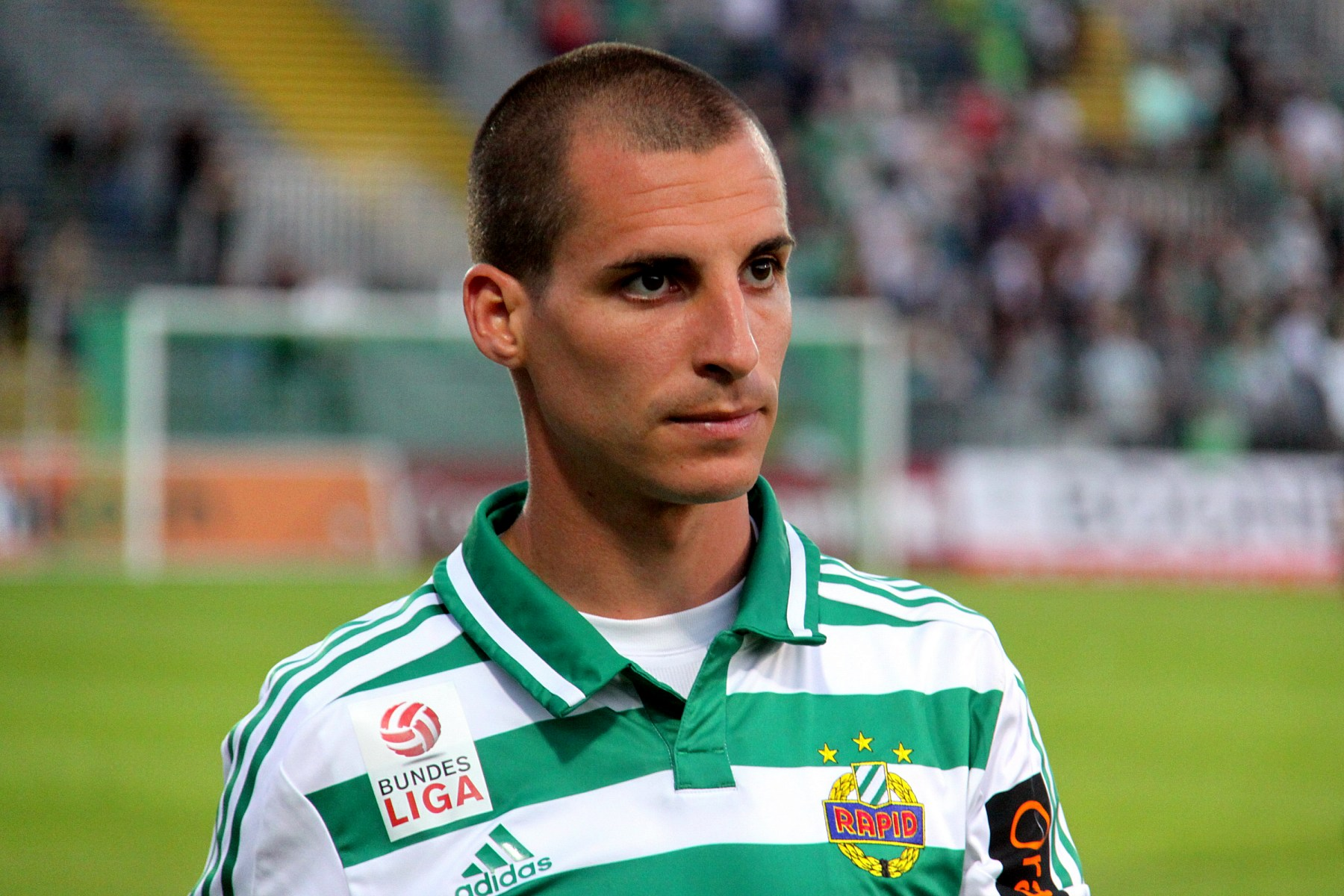
Kulovits im Trikot von Rapid Wien (2013)

Seine Karriere begann Stefan Kulovits bei Red Star. Er wechselte dann in den Rapid-Nachwuchs. Mit 18 Jahren schaffte er den Aufstieg zu den Rapid-Amateuren und später in die Kampfmannschaft des SK Rapid Wien. Sein Kampfmannschaftsdebüt hatte Kulovits im Sommer 2002. Seine größten Erfolge mit der Mannschaft waren die Gewinne der Österreichischen Meisterschaft 2004/05 und 2007/08 sowie der Einzug in die Hauptrunde der Champions League 2005/06.
Der Mittelfeldspieler hatte wiederholt Verletzungspech. So zog er sich 2005 einen Mittelhandknochenbruch zu, erlitt 2006 einen Kreuzbandriss und 2007 einen Schienbeinbruch. Von seinem Mitspieler Andreas Herzog erhielt er den Spitznamen „Kampfgelse“.
Nach elf Jahren beim SK Rapid Wien (über 250 Einsätze) wechselte Kulovits in der Saison 2013/14 zum deutschen Zweitligisten SV Sandhausen.
Nach 136 Pflichtspielen für die Baden-Württemberger entschied sich der langjährige Mannschaftskapitän nach einer im Winter 2019 zugezogenen Verletzung im darauf folgenden Sommer dazu, nur noch als „Stand-by-Spieler“ zur Verfügung zu stehen. Parallel dazu übt er das Amt des zweiten Co-Trainers unter Cheftrainer Uwe Koschinat aus. In der Saison 2019/20 kam er zu keinem Einsatz mehr, nach einer Saison als Stand-by-Spieler beendete er schließlich auch seine Karriere als Aktiver.

### Nationalmannschaft
Nachdem Kulovits die Jugendnationalmannschaften Österreichs von der U16 bis zur U21 durchlaufen hatte, gab er am 8. Februar 2005 sein Debüt im österreichischen A-Kader beim Spiel gegen Zypern in Limassol. Dies blieb zunächst seine einzige Berufung. Nach sechs Jahren Pause berief ihn Nationaltrainer Dietmar Constantini am 19. Mai 2011 erneut ins Aufgebot für das EM-Qualifikationsspiel gegen Deutschland am 3. Juni 2011 und das Freundschaftsspiel gegen Lettland am 7. Juni 2011.

## Karriere als Trainer
Nachdem Kulovits in der Saison 2019/20 beim SV Sandhausen „Stand-by-Spieler“ und neben Gerhard Kleppinger der zweite Co-Trainer von Uwe Koschinat gewesen war, arbeitete er ab der Saison 2020/21 ausschließlich im Trainerteam. Der Trainerstab blieb auch erhalten, als Koschinat Ende November 2020 durch Michael Schiele ersetzt wurde. Mitte Februar 2021 wurde auch Schiele freigestellt, als sich die Mannschaft noch immer in Abstiegsgefahr befand. Daraufhin übernahmen Kulovits und Kleppinger, der zum 1. Januar 2021 in das Nachwuchsleistungszentrum des Verein gewechselt war, die Mannschaft interimsweise ab dem 22. Spieltag. Da nur Kleppinger über die Fußballlehrer-Lizenz verfügte, wurde dieser von der DFL offiziell als Cheftrainer geführt. Kulovits und Kleppinger stabilisierten die Mannschaft und schlossen die Saison mit dem Klassenerhalt auf dem 15. Platz ab. Daraufhin erhielt das „Cheftrainer-Team“ einen Vertrag für die Saison 2021/22. Nach einem Sieg, einem Unentschieden und fünf Niederlagen aus den ersten sieben Spielen wurde das Duo freigestellt.
Im Jänner 2022 kehrte Kulovits zu Rapid zurück und wurde dort Trainer der zweitklassigen Zweitmannschaft. Mit Rapid II stieg er 2023 aus der 2. Liga ab. Im November 2023 wurde er interimsweise Cheftrainer der Profis von Rapid. Ohne bei einem Spiel an der Seitenlinie gestanden zu haben, wurde er im nach fünf Tagen von Robert Klauß abgelöst, woraufhin er Klauß’ Co-Trainer wurde. Nach Klauß’ Entlassung im April 2025 wurde Kulovits erneut interimistisch Cheftrainer. Zur Saison 2025/26 wurde er von Peter Stöger als Chefcoach abgelöst.